# Route européenne 671
Pour les articles homonymes, voir Route 671.
La route européenne 671 est une route reliant Timișoara à Satu Mare.